# Fetești (Ialomița)
Fetești is een stad (oraș) in het Roemeense district Ialomița. De stad telt 33.197 inwoners (2002).